# Escut de Tàrrega

Escut oficial de la ciutat de Tàrrega vigent des de l'any 2011.

L'escut oficial de Tàrrega té el següent blasonament:
Escut caironat quarterat: 1r i 4t escacat d'or i de gules; 2n i 3r d'or, 4 pals de gules. Per timbre, una corona mural de ciutat i per suport una àguila bicèfala de sable becada, membrada i armada d'or i linguada de gules acoblada darrere l'escut.

## Història

Escut oficial entre 1996 i 2008

Va ser aprovat el 29 de juliol de 1996 i publicat en el DOGC número 2250 el 30 d'agost del mateix any.
L'escut presenta, duplicades, les armes dels Tàrrega (escacat d'or i de gules), senyors del castell de la ciutat, originari del segle xi; i els quatre pals de l'escut de Catalunya: Tàrrega va estar lligada al Casal de Barcelona des dels seus orígens, i el 1522 va passar definitivament a la Corona. L'àguila bicèfala, probablement, és un privilegi concedit al municipi pel comte rei i emperador Carles I.

### Nou escut proposat
El Ple de la Corporació de data 21 de juliol de 2008 va acordar iniciar l'expedient de modificació de l'escut heràldic de la ciutat de Tàrrega, concretament per canviar l'ordre de la composició dels esmalts dels quarters, i la següent proposta de blasonament va ser publicada en el DOGC numéro 5191 el 8 d'agost del mateix any:
Escut caironat quarterat: al 1r i al 4t, d'or, quatre pals de gules; al 2n i al 3r, escacat d'or i de sable. Per timbre, una corona mural de ciutat i per suport una àguila bicèfala de sable becada, membrada i armada d'or i linguada de gules acoblada darrere l'escut.
En la nova proposta, apareixen les armes del Casal de Barcelona en primer lloc i també l'escacat d'Urgell.
El 7 de febrer de 2011 el ple de l'Ajuntament de Tàrrega aprovà per unanimitat la modificació definitiva de l'escut oficial del municipi.